# ستون‌های لنا
ستون‌های لنا (روسی: Ле́нские столбы́، آوانگاری Lenskiye Stolby) نامی است که به سازندهای سنگی در امتداد کرانه رود لنا در خاور دور سیبری گفته می‌شود. ارتفاع این ستون‌ها ۱۵۰ تا ۳۰۰ متر است و در حوضه‌های رسوبی دریایی در دوره کامبرین تشکیل شده‌اند. بیشترین تراکم ستون‌ها میان روستاهای پتروفسکوی (Petrovskoye) و تیت-آری (Tit-Ary) است. پارک طبیعی ستون‌های لنا در سال ۲۰۱۲ در فهرست میراث جهانی یونسکو به ثبت رسید.
این سایت در فاصله حدود ۱۸۰ کیلومتری جنوب شهر یاکوتسک، مرکز جمهوری خودمختار یاقوتستان واقع شده‌است و با کمتر از یک روز قایق‌سواری به سمت بالادست رود (جنوب)، از این شهر قابل دسترسی است.